# Campionatul Mondial de Scrimă din 1974
Campionatul Mondial de Scrimă din 1974 s-a desfășurat în perioada 16-28 iulie la Grenoble în Franța.

## Rezultate

### Masculin
| Probă                 | Aur                                                                                             | Argint                                                                          | Bronz                                                                                        |
| Spadă la individual   | Rolf Edling (FRG)                                                                               | Jacques Brodin (FRA)                                                            | Boris Lukomski (URS)                                                                         |
| Spadă pe echipe       | Suedia Rolf Edling Hans Jacobson Carl von Essen Göran Flodström                                 | RFG Elmar Beierstettel Hans-Jürgen Hehn Joachim Peter Alexander Pusch           | Ungaria · Győző Kulcsár · Sándor Erdős · Pál Schmitt · Jenő Pap                              |
| Floretă la individual | Aleksandr Romankov (URS)                                                                        | Carlo Montano (ITA)                                                             | Frédéric Pietruszka (FRA)                                                                    |
| Floretă pe echipe     | Uniunea Sovietică Vasil Stankovici Aleksandr Romankov Iuri Cij Sabirjan Ruziev Vladimir Denisov | Polonia Marek Dąbrowski Lech Koziejowski Jerzy Kaczmarek Ziemowit Wojciechowski | Franța Christian Noël Daniel Revenu Bernard Talvard Didier Flament                           |
| Sabie la individual   | Mario Aldo Montano (ITA)                                                                        | Viktor Krovopuskov (URS)                                                        | Viktor Sideak (URS)                                                                          |
| Sabie pe echipe       | Uniunea Sovietică Viktor Krovopuskov Vladimir Nazlîmov Viktor Sideak Eduard Vinokurov           | România · Dan Irimiciuc · Cornel Marin · Ioan Pop · Alexandru Nilca             | Italia Mario Aldo Montano Mario Tullio Montano Tommaso Montano Rolando Rigoli Michele Maffei |

Alexandru Nilca fiind controlat pozitiv dupa semifinala cu Ungaria, echipa de sabie a României a fost descalificată pentru dopaj. Echipa Italiei a fost atribuită retroactiv medalia de argint, și echipa Ungariei medalia de bronz. A fost primul caz de dopaj înregistrat la Campionatul Mondial de Scrimă.

### Feminin
| Probă                 | Aur | Argint | Bronz |
| Floretă la individual | Ildikó Farkasinszky-Bóbis (HUN)                                                                              | Ildikó Schwarczenberger-Tordasi (HUN)                                                                               | Nailea Gileazova (URS)                                                                                    |
| Floretă pe echipe     | Uniunea Sovietică Olga Kniazeva Valentina Sidorova Nailea Gileazova Elena Novikova-Belova Valentina Nikonova | Ungaria · Ildikó Farkasinszky-Bóbis · Ildikó Schwarczenberger-Tordasi · Ildikó Rejtő · Mária Szolnoki · Magda Maros | România · Ana Pascu · Ecaterina Stahl-Iencic · Ileana Gyulai-Drîmbă · Suzana Ardeleanu · Magdalena Bartoș |

## Clasament pe medalii
| Loc | Țară              | Aur | Argint | Bronz | Total |
| --- | ----------------- | --- | ------ | ----- | ----- |
| 1   | Uniunea Sovietică | 4   | 1      | 3     | 8     |
| 2   | Suedia            | 2   | 0      | 0     | 2     |
| 3   | Ungaria           | 1   | 2      | 1     | 4     |
| 4   | Italia            | 1   | 1      | 1     | 3     |
| 5   | Franța            | 0   | 1      | 2     | 3     |
| 6   | Romania           | 0   | 1      | 1     | 2     |
| 7   | RFG               | 0   | 1      | 0     | 1     |
| 7   | Polonia           | 0   | 1      | 0     | 1     |